# Конкорд Хилс (Охајо)
Конкорд Хилс (енгл. Concorde Hills) насељено је место без административног статуса у америчкој савезној држави Охајо.

## Демографија
По попису из 2010. године број становника је 663.
| Група             | 2000.    | 2010.       |
| Белци             | 0 (0,0%) | 594 (89,6%) |
| Афроамериканци    | 0 (0,0%) | 10 (1,5%)   |
| Азијати           | 0 (0,0%) | 26 (3,9%)   |
| Хиспаноамериканци | 0 (0,0%) | 23 (3,5%)   |
| Укупно            | 0        | 663         |